# Betz (Francia)
Betz è un comune francese di 1 096 abitanti situato nel dipartimento dell'Oise della regione dell'Alta Francia.

## Società

### Evoluzione demografica
Abitanti censiti